# We Are the Young
We Are the Young is een nummer van de Amerikaanse zanger Dan Hartman uit 1984. Het is de tweede single van zijn vijfde studioalbum I Can Dream About You.
Het nummer werd een hit in Amerika, Duitsland en het Nederlandse taalgebied. In de Amerikaanse Billboard Hot 100 bereikte het een 25e positie. In Nederland was het nummer de laatste Alarmschijf van 1984 en in de Nederlandse Top 40 werd de 15e positie gehaald, terwijl het in de Vlaamse Radio 2 Top 30 de 11e positie bereikte.